# Сідні Франклін
Сідні Арнольд Франклін (англ. Sidney Franklin; 21 березня 1893 — 18 травня 1972) — американський режисер і продюсер, як і Вільям Демілль, спеціалізувався на кіноадаптаціях літературних творів або бродвейських п'єс.
Його брат Честер Франклін (1889—1954) також став режисером в епоху німого кіно.

## Вибрана фільмографія

### Режисер
- 1916 — / A Sister of Six (з братом Честером)
- 1917 — / The Babes in the Woods (з братом Честером)
- 1918 — Заборонене місто / The Forbidden City
- 1918 — Острів скарбів / Treasure Island (з братом Честером)
- 1919 — Серце гір / The Heart o'the Hills
- 1919 — / The Hoodlum
- 1919 — Чеснотна спокусниця / A Virtuous Vamp
- 1922 — Ніжна посмішка / Smilin 'Through
- 1923 — Латунь
- 1926 — / Beverly of Graustark
- 1928 — Актриса
- 1929 — Кінець місіс Чейні / The Last of Mrs. Cheyney
- 1929 — Дикі орхідеї / Wild Orchids
- 1930 — Мораль леді / A Lady's Morals
- 1931 — Гвардієць
- 1931 — Приватне життя
- 1932 — Ніжна посмішка
- 1933 — Возз'єднання у Відні
- 1934 — Баррети з Вімпоул-стріт
- 1935 — / Dark Angel
- 1937 — / Good Earth
- 1946 — Дуель під сонцем
- 1957 — Барретт з Уімпоул-стріт

### Продюсер
- 1939 — Ніночка
- 1940 — Міст Ватерлоо
- 1942 — Місис Мінівер
- 1942 — Випадкова жнива / Random Harvest
- 1943 — Мадам Кюрі
- 1944 — Білі скелі Дувра
- 1946 — Оленятко / Yearling
- 1948 — / Homecoming
- 1948 — / Command Decision
- 1950 — / The Miniver Story
- 1952 — / Fearless Fagan
- 1952 — / Sky Full of Moon
- 1953 — Історія трьох кохань / The Story of Three Loves
- 1953 — / Gypsy Colt
- 1953 — Юна Бесс / Young Bess
- 1953 — Сумна пісня / Torch Song

## Ланки
- Сідні Франклін на сайті IMDb (англ.)